# Bog of the Infidel
Bog of the Infidel američki je black metal-sastav, osnovan 2007. godine u Providenceu. Osnovali su ga bivši članovi skupina Nefarious i Sorcery.

## Članovi
Trenutna postava
- Satanist — vokali
- Architeuthis — gitara
- Bloodfuck — gitara
- Baelphegore — bas-gitara
- Wraitheon — bubnjevi

Bivši članovi
- Bassassin — bas-gitara (2008. – 2015.)

## Diskografija
Studijski albumi
- Proud Descendants of Satan (2010.)
- Asleep in the Arms of Suicide (2016.)

EP-ovi
- To Corrupt Your Sons and Lust After Your Daughters (2013.)

Demo uradci
- Demo (2009.)